# Атле Сельберг
Атле Сельберг (норв. Atle Selberg; 14 червня 1917 — 6 серпня 2007) — норвезький математик, відомий своїми працями в галузі аналітичної теорії чисел та теорії автоморфних функцій.

## Біографія
Сельберг народився у 1917 році в норвезькому місті Лангесун. Здобув освіту в Університеті Осло, який закінчив у 1943 році, здобув ступінь Ph.D.
У 1942 році він довів, що кінцева доля всіх нулів дзета-функції Рімана лежить на критичній прямій Re(s)=1⁄2. 1947 року розробив метод решета Сельберга, який використовують при дослідженні питань аналітичної теорії чисел. У 1948 (паралельно з Ердешем) одержав елементарне доведення асимптотичного закону розподілу простих чисел, надрукував і був удостоєний за це У 1950 році Філдсовської премії.
Переїхавши до США, розпочав роботу в Інституті перспективних досліджень в Принстоні (штат Нью-Джерсі). 1956 року він надрукував одну з найбільш значущих своїх робіт, в якій довів формулу сліду. Вона отримала назву Формула сліду Сельберга і її використовують у теорії автоморфних функцій, в теорії подань та інших розділах математики та фізики.
у 1986 році за роботи з теорії чисел, дискретних груп і автоморфних форм Сельберг був удостоєний Премії Вольфа. Також він був обраний членом Норвезької академії наук, Данської королівської академії наук та Американської академії гуманітарних і точних наук.
Сельберг був одружений, мав двох дітей. Помер він 6 серпня 2007 року від серцевої недостатності.